# 即使分離
《即使分離》（日语： hanarete ite mo */?）是AKB48的慈善歌曲，於2020年7月1日以數位形式發行。

## 概要
本曲是向盡力防止2019冠狀病毒病的人員傳達的訊息，MV於2020年6月22日發佈，並於7月1日在串流平台上發行，於7月1日至12月31日期間所得的收益將捐贈，藉以防止2019冠狀病毒病的傳播。
除了AKB48的現役成員，還邀請了SKE48的松井珠理奈以及前田敦子、大島優子、板野友美、篠田麻里子、小嶋陽菜、高橋南、指原莉乃、山本彩等畢業成員參加，这是自《你就是旋律》以来时隔约4年再次由毕业成员参与组合歌曲的录制。

## MV
由磯見大执导的MV記錄了疫情之下，人們為了保護心愛的人，而用新的方式生活，是讓大家將來會回想起「曾經有這樣的時光」的記錄片。

## 收錄歌曲
| 數位限定 | 數位限定 | 數位限定 | 數位限定 | 數位限定         | 數位限定 |
| 曲序     | 曲目     |          | 作曲     | 编曲             | 时长     |
| -------- | -------- | -------- | -------- | ---------------- | -------- |
| 1.       | 即使分離 | 秋元康   | 饗庭純   | 野中「MASA」雄一 | 5:23     |

## 選拔成員
- Team A：入山杏奈、加藤玲奈、佐藤美波、篠崎彩奈、鈴木久留美、田口愛佳、千葉惠里、西川怜、前田彩佳、道枝咲、宮崎美穗、向井地美音、山根涼羽、橫山由依
- Team K：市川愛美、岡田梨奈、小林蘭、込山榛香、下口緋奈奈、長友彩海、峯岸南、武藤小麟、武藤十夢、茂木忍、安田葉、湯本亞美
- Team B：岩立沙穗、大竹瞳、大盛真步、大家志津香、柏木由紀、北澤早紀、久保怜音、齋藤陽菜、佐佐木優佳里、田北香世子、谷口惠、中西智代梨、福岡聖菜、山邊步夢
- Team 4：淺井七海、稻垣香織、大森美優、川本紗矢、黑須遙香、佐藤妃星、多田京加、達家真姫寶、馬嘉伶、村山彩希、山内瑞葵
- Team 4 / STU48：岡田奈奈
- Team 8：井上美優、上見天乃、尾上美月、蒲地志奈、坂川陽香、鹽原香凛、鈴木優香、德永羚海、布谷梨琉、長谷川百百花、福留光帆、藤園麗、松村美紅、御供茉白、立仙愛理
- Team 8 / Team A：岡部麟、奥本陽菜、小栗有以、下尾美羽、吉田華戀
- Team 8 / Team K：小田繪里奈、倉野尾成美、橋本陽菜、春本由紀、左伴彩佳、山田杏華、橫山結衣
- Team 8 / Team B：奥原妃奈子、川原美咲、佐藤朱、清水麻璃亞、服部有菜、山本瑠香、吉川七瀨
- Team 8 / Team 4：歌田初夏、大西桃香、行天優莉奈、坂口渚沙、高岡薫、高橋彩音、高橋彩香、永野芹佳、濱咲友菜、平野光、宮里莉羅
- 研究生：石綿星南、藏本美結、末永佑月、永野惠、古川夏凪、本田空、吉橋柚花
- SKE48 Team S：松井珠理奈
- AKB48畢業生：板野友美、大島優子、小嶋陽菜、篠田麻里子、高橋南、前田敦子
- NMB48畢業生：山本彩
- HKT48畢業生：指原莉乃

AKB48全體成員（除正在專任IZ*ONE的本田仁美）均參與了本曲錄製。

## 外部鏈結
- 音樂錄影帶
  - YouTube上的（日語）
  - YouTube上的AKB48－即使分離（華納official HD 高畫質官方中字版）（繁體中文）